# Humanz
Humanz è il quinto album in studio del gruppo musicale britannico Gorillaz, pubblicato il 28 aprile 2017 dalla Parlophone.

## Antefatti
A seguito della pubblicazione del quarto album The Fall, circolarono voci riguardo a dissidi tra i due membri fondatori del gruppo, Damon Albarn e Jamie Hewlett, i quali rivelarono di aver messo in pausa il progetto.
Verso la fine del 2014, durante una festa svoltasi al termine di un concerto di Albarn per il suo album da solista Everyday Robots, lo stesso si è riavvicinato a Hewlett e di comune accordo hanno deciso di riprendere in mano i Gorillaz, mettendosi al lavoro poco tempo dopo. Nel mese di ottobre di quell'anno Albarn ha rivelato di essere «nel processo di riattivare i Gorillaz per il 2016», iniziando il processo di registrazione nel successivo settembre 2015. Anche Hewlett, dopo aver pubblicato nuovi disegni dei componenti virtuali dei Gorillaz su Instagram, ha confermato il ritorno in via ufficiale del gruppo.

## Promozione
Il 19 gennaio 2017 i Gorillaz hanno pubblicato il videoclip per il brano Hallelujah Money, realizzato con la partecipazione vocale di Benjamin Clementine.
Il successivo 23 marzo sono stati pubblicati contemporaneamente i singoli Saturnz Barz, Andromeda, We Got the Power e Ascension, dopo essere stati presentati in anteprima su alcune emittenti radiofoniche britanniche. Il successivo 6 aprile è stato reso disponibile il quinto singolo Let Me Out, inciso con Mavis Staples e Pusha T.
Il 10 giugno si è svolto il Demon Dayz Festival, primo festival creato dal gruppo durante il quale è stato proposto gran parte di Humanz. Il 4 agosto è stato pubblicato Strobelite, accompagnato pochi giorni più tardi dal relativo videoclip.

## Tracce
Testi e musiche dei Gorillaz, eccetto dove indicato.

### Edizione standard
1. Intro: I Switched My Robot Off – 0:23
2. Ascension (ft. Vince Staples) – 2:35 (Gorillaz, Vince Staples)
3. Strobelite (ft. Peven Everett) – 4:32 (Gorillaz, Peven Everett)
4. Saturnz Barz (ft. Popcaan) – 3:01 (Gorillaz, Popcaan)
5. Momentz (ft. De La Soul) – 3:16 (Gorillaz, De La Soul)
6. Interlude: The Non-Conformist Oath – 0:21
7. Submission (ft. Danny Brown & Kelela) – 3:21 (Gorillaz, Danny Brown, Kelela)
8. Charger (ft. Grace Jones) – 3:33 (Gorillaz, Grace Jones)
9. Interlude: Elevator Going Up – 0:04
10. Andromeda (ft. D.R.A.M.) – 3:17 (Gorillaz, D.R.A.M.)
11. Busted and Blue – 4:37
12. Interlude: Talk Radio – 0:19
13. Carnival (ft. Anthony Hamilton) – 2:15 (Gorillaz, Anthony Hamilton)
14. Let Me Out (ft. Mavis Staples & Pusha T) – 2:55 (Gorillaz, Mavin Staples, Pusha T)
15. Interlude: Penthouse – 0:11
16. Sex Murder Party (ft. Jamie Principle & Zebra Katz) – 4:19 (Gorillaz, Jamie Principle, Zebra Katz)
17. She's My Collar (ft. Kali Uchis) – 3:29 (Gorillaz, Kali Uchis)
18. Interlude: The Elephant – 0:11
19. Hallelujah Money (ft. Benjamin Clementine) – 4:23 (Gorillaz, Benjamin Clementine)
20. We Got the Power (Version 2:18:482) (ft. Jehnny Beth) – 2:17 (Gorillaz, Jehnny Beth)

Tracce bonus nell'edizione deluxe
1. Interlude: New World – 1:23
2. The Apprentice (ft. Rag'n'Bone Man, Zebra Katz & Ray BLK) – 3:55 (Gorillaz, Rag'n'Bone Man, Zebra Katz, Ray BLK)
3. Halfway to the Halfway House (ft. Peven Everett) – 3:57 (Gorillaz, Peven Everett)
4. Out of Body (ft. Kilo Kish, Zebra Katz & Imani Vonshà) – 3:44 (Gorillaz, Kilo Kish, Zebra Katz, Imani Vonshà)
5. Ticker Tape (ft. Carly Simon & Kali Uchis) – 4:28 (Gorillaz, Carly Simon, Kali Uchis)
6. Circle of Friendz (ft. Brandon Markell Holmes) – 2:09

### Edizione super deluxe
Disco 1
- Lato A

1. Intro: I Switched My Robot Off – 0:23
2. Ascension (ft. Vince Staples) – 2:36 (Gorillaz, Vince Staples)

- Lato B

1. Long Beach – 3:23

Disco 2
- Lato A

1. Strobelite (ft. Peven Everett) – 4:33 (Gorillaz, Peven Everett)

- Lato B

1. Colombians – 3:57

Disco 3
- Lato A

1. Saturnz Barz (ft. Popcaan) – 3:02 (Gorillaz, Popcaan)

- Lato B

1. Duetz – 2:43

Disco 4
- Lato A

1. Momentz – 3:17 (Gorillaz, De La Soul)

- Lato B

1. Midnite Float (ft. Azekel) – 3:58 (Gorillaz, Azekel)

Disco 5
- Lato A

1. Interlude: The Non-Conformist Oath – 0:22
2. Submission (ft. Danny Brown & Kelela) – 3:22 (Gorillaz, Danny Brown, Kelela)

- Lato B

1. Grilling with His Face – 2:14

Disco 6
- Lato A

1. Charger (ft. Grace Jones) – 3:35 (Gorillaz, Grace Jones)

- Lato B

1. Charger (Alternative Version ft. Pauline Black) – 2:57 (Gorillaz, Pauline Black, Anthony Khan)

Disco 7
- Lato A

1. Interlude: Elevator Going Up – 0:02
2. Andromeda (ft. D.R.A.M.) – 3:18 (Gorillaz, D.R.A.M.)

- Lato B

1. Andromeda (D.R.A.M. Special) – 4:00 (Gorillaz, D.R.A.M.)

Disco 8
- Lato A

1. Busted and Blue – 4:37

- Lato B

1. Busted and Blue (Faia Younan Special) – 3:41 (Gorillaz, Faia Younan)

Disco 9
- Lato A

1. Interlude: Talk Radio – 0:20
2. Carnival (ft. Anthony Hamilton) – 2:15 (Gorillaz, Anthony Hamilton)

- Lato B

1. Carnival (2D Special ft. Anthony Hamilton) – 2:15 (Gorillaz, Anthony Hamilton)

Disco 10
- Lato A

1. Let Me Out (ft. Mavis Staple & Pusha T) – 3:13 (Gorillaz, Mavis Staple & Pusha T)

- Lato B

1. Five Whales in a Dream – 2:37

Disco 11
- Lato A

1. Interlude: Penthouse – 0:12
2. Sex Murder Party (ft. Jamie Principle & Zebra Katz) – 4:19 (Gorillaz, Jamie Principle, Zebra Katz)

- Lato B

1. Garage Palace (ft. Little Simz) – 2:30 (Gorillaz, Little Simz)

Disco 12
- Lato A

1. She's My Collar (ft. Kali Uchis) – 3:30 (Gorillaz, Kali Uchis)

- Lato B

1. She's My Collar (Kali Uchis Spanish Special) – 2:50 (Gorillaz, Kali Uchis)

Disco 13
- Lato A

1. Interlude: The Elephant – 0:08
2. Hallelujah Money (ft. Benjamin Clementine) – 4:26 (Gorillaz, Benjamin Clementine)

- Lato B

1. Phoenix on the Hill (ft. Sidiki Diabate) – 3:22 (Gorillaz, Sidiki Diabate)

Disco 14
- Lato A

1. We Got the Power (ft. Jehnny Beth) – 2:18 (Gorillaz, Jehnny Beth)

- Lato B

1. Tranzformer – 2:40

## Formazione
Musicisti
- Gorillaz – voce, strumentazione
- Ben Mendelsohn – voce narrante (tracce 1, 5, 9, 12, 15, 18 e 21)
- Vince Staples – voce (traccia 2)
- The Humanz – voci aggiuntive (tracce 2-5, 7, 14, 19, 24 e 26)
- Peven Everett – voce (tracce 3 e 23), tastiera aggiuntiva (tracce 3 e 23)
- Popcaan – voce (traccia 4)
- De La Soul – voci aggiuntive (traccia 5)
- Azekel – voce aggiuntiva (traccia 5)
- Jean-Michel Jarre – sintetizzatore (tracce 5 e 20)
- Danny Brown – voce (traccia 7)
- Kelela – voce (traccia 7), voce aggiuntiva (traccia 11)
- Graham Coxon – chitarra aggiuntiva (traccia 7)
- Grace Jones – voce (traccia 8)
- D.R.A.M. – voce (traccia 10), voce aggiuntiva (traccia 20)
- Roses Gabor – voce aggiuntiva (traccia 10)
- Anthony Hamilton – voce (traccia 13)
- Mavis Staples – voce (traccia 14)
- Pusha T – voce (traccia 14)
- Jamie Principle – voce (traccia 16)
- Zebra Katz – voce (tracce 16 e 22)
- Kali Uchis – voce (traccia 17)
- Benjamin Clementine – voce (traccia 19)
- Jehnny Beth – voce (traccia 20)
- Noel Gallagher – voce aggiuntiva (traccia 20)
- Rag'n'Bone Man – voce (traccia 22)
- Ray BLK – voce (traccia 22)
- Kilo Kish – voce (traccia 24)
- Imani Vonshà – voce (traccia 24)
- Carly Simon – voce (traccia 25)
- Kali Uchis – voce (traccia 25)
- Cheick Tidiane – tastiera aggiuntiva (traccia 25)
- Brandon Markell Holmes – voce aggiuntiva (traccia 26)

Produzione
- Gorillaz – produzione
- The Twilite Tone of DAP – produzione
- Remi Kabaka – produzione
- Stephen Sedgwick – ingegneria del suono, missaggio
- Samuel Egglenton – assistenza tecnica agli Studio 13 (eccetto tracce 1, 6, 8, 9, 12, 15, 18 e 21), ingegneria del suono aggiuntiva (traccia 8)
- KT Pipal – assistenza tecnica ai Mission Sound (tracce 2-5, 7, 17, 19, 22-26)
- Michael Law Thomas – ingegneria del suono aggiuntiva ai 4220 Feng Shui Studios (traccia 2 e 24)
- Casey Cuyao – assistenza tecnica ai 4220 Feng Shui Studios (traccia 2)
- Morgan Garcia – ingegneria del suono aggiuntiva agli Upstair Studio Atlanta (traccia 6)
- J.U.S. – ingegneria del suono aggiuntiva (traccia 7)
- Paul Bailey – ingegneria del suono aggiuntiva ai Thomas Crown Studios (traccia 14)
- Alex Baez – assistenza tecnica ai Chicago Recording Company (traccia 14)
- Jonathan Lackey – assistenza tecnica ai Chicago Recording Company (traccia 14)
- Fraser T Smith – produzione aggiuntiva (traccia 22)
- Manon Grandjean – assistenza tecnica ai Matrix Studios (traccia 22)
- Ben Taylor – ingegneria del suono aggiuntiva agli Hot Tin Roof Studios (traccia 25)
- Wes Maebe – ingegneria del suono aggiuntiva agli Hot Tin Roof Studios (traccia 25)
- John Davis – mastering

## Classifiche

### Classifiche settimanali
| Classifica (2017)         | Posizione massima |
| ------------------------- | ----------------- |
| Australia                 | 4                 |
| Austria                   | 1                 |
| Belgio (Fiandre)          | 1                 |
| Belgio (Vallonia)         | 3                 |
| Canada                    | 2                 |
| Danimarca                 | 6                 |
| Finlandia                 | 10                |
| Francia                   | 2                 |
| Germania                  | 3                 |
| Irlanda                   | 2                 |
| Italia                    | 3                 |
| Norvegia                  | 4                 |
| Nuova Zelanda             | 3                 |
| Paesi Bassi               | 6                 |
| Portogallo                | 3                 |
| Regno Unito               | 2                 |
| Spagna                    | 4                 |
| Stati Uniti               | 2                 |
| Stati Uniti (alternative) | 1                 |
| Stati Uniti (rock)        | 1                 |
| Svezia                    | 9                 |
| Svizzera                  | 1                 |

### Classifiche di fine anno
| Classifica (2017) | Posizione |
| ----------------- | --------- |
| Croazia           | 11        |